# Service EVA
Le Service EVA, créé au printemps 1943, était une émanation de l'Organisation Portemine qui était elle-même un sous-réseau du Service de renseignement Zéro, l'un des mouvements de résistance en Belgique durant la Seconde Guerre mondiale. Le Service EVA (pour évasion) s'était spécialisé dans l'exfiltration d'aviateurs alliés tombés en territoires occupés. La filière était en contact avec le réseau aux Pays-Bas de Karst Smit et, via Anne Brusselmans, avec le Réseau Comète, elle permit l'évacuation d'une centaine d'aviateurs alliés et d'une dizaine d'évadés de camps de prisonniers de guerre nazis. Le réseau ayant compté 186 membres et bien qu'infiltré à deux reprises, reste, pour la partie en lien avec Comète, fonctionnel toute la durée de la guerre.

## Historique

### Prémices
La première collaboration entre l'Organisation Portemine et le Réseau Comète eut lieu en juin 1942 lorsque le Handley Page Halifax de William Norfolk est abattu non loin de l'habitation de René Ponty, membre de Portemine, à Gottechain. Ce dernier prend en charge, William Norfolk, « Bill », mécanicien de bord, et le soustrait aux recherches allemandes. Souffrant d'une entorse, il est soigné et séjourne plusieurs jours dans les combles chez René Ponty. Le 2 juillet 1942, la jonction avec le Réseau Comète est établie. Une adresse est fournie à Bill Norfolk pour y être interrogé par Anne Brusselmans afin de s'assurer qu'il ne s'agit pas d'un agent infiltré. Elle l'emmène ensuite à son domicile. Il quitte Bruxelles avec la toute jeune guide internationale Andrée Dumon et arrivent à Paris chez Frédéric De Jongh où il reste dix jours. Le 30 juillet 1942, Andrée De Jongh, la cheffe du réseau, et Elvire Morelle le prennent en charge ainsi que trois autres aviateurs et prennent la direction de Saint-Jean-de-Luz. Ils franchissent les Pyrénées la nuit du 1er au 2 août 1942 et sont pris en charge par Michael Creswell (en) à l'ambassade britannique à Madrid où ils restent quatre jours avant de regagner Gibraltar qu'ils quittent par bateau, le 19 août 1942.
À Bruxelles, la situation est autrement critique. Andrée Dumon, la jeune guide de Comète, son père, Eugène Dumon et sa mère, Marie Plessix ont tous été arrêtés, trahis par un agent "retournés" par les Allemands. Les arrestations s'enchainent à Bruxelles et les Brusselmans s'attendent à être arrêtés à tout instant,.
Anne Brusselmans est désormais sans contact avec le réseau Comète. Elle décide, comme elle l'avait promis à Bill Norfolk, de contacter René Ponty. Ne s'étant encore jamais rencontré, ils conviennent au téléphone d'un rendez-vous en ville. Anne Brusselmans aurait un œillet rouge à la boutonnière et René Ponty, un journal dans sa poche gauche. La description que Bill avait faite du résistant était parfaite. Elle lui remet un liseré de soie que René Ponty avait donné à l'aviateur anglais et celui-ci, d'abord méfiant, se sent rasseréné lorsqu'Anne Brusselmans lui donne des nouvelles de Bill.
Cette entrevue sera à l'origine, quelques mois plus tard, de la mise sur pied au sein de l'Organisation Portemine du Service EVA.

## Mise en place
En mars 1942, Charles Hoste, 29 ans, membre des Milices patriotiques et agent de renseignement pour les réseaux Luc/Marc et Zéro approche deux membres de Portemine/Zéro René Roovers, 41 ans, qui est par ailleurs secrétaire communal de Schaerbeek et Alphonse Escrinier, 35 ans, son assistant en vue de monter une filière d'évasion. D'autres agents se joignent rapidement à l'entreprise dont René Ponty d'origine polonaise, 43 ans, ouvrier spécialisé déjà en contact avec Comète ; Prosper Spilliaert, poissonnier, 33 ans ; Gaston Matthys, 45 ans également fonctionnaire à la commune de Schaerbeek ; Jean Portzenheim, 46 ans, voyageur de commerce et Paul Hellemans, 40 ans, employé, qui les rejoindra fin 1943.
René Roovers assure la direction du service, il veille à son administration et à sa sécurité, au recrutement. Le quartier général d'EVA est établi à son domicile qui sert également de boite aux lettres. Alphonse Escrinier est l'un des principaux promoteur du réseau. Charles Hoste s'occupe de trouver des Safe houses et des hébergeurs. Gaston Matthys est l'agent de liaison entre les différents hébergeurs, les hébergés et veille à ce qu'ils ne manquent de rien. René Ponty est convoyeur.

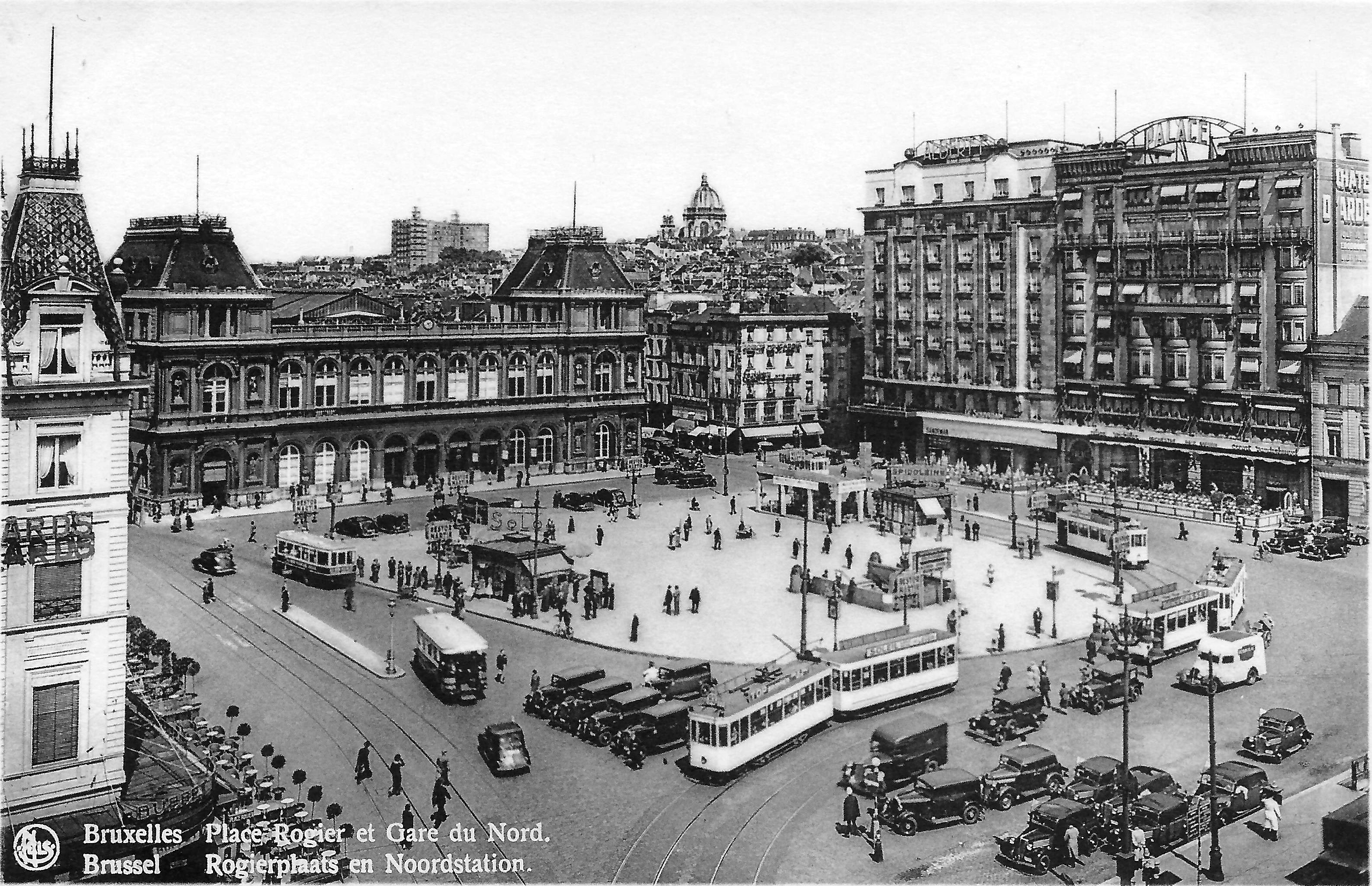
La Place Rogier et la Gare de Bruxelles-Nord peu avant la guerre.

Prosper Spilliaert et sa femme, Yvonne Derudder, tiennent une boutique sur le marché aux poissons. C'est là que les candidats à l'exfiltration sont interrogés et photographié pour leur fournir de fausses pièces d'identité et des vêtements civils. Très tôt, un lien s'est établi avec la filière d'évasion néerlandaise de Karst Smit. Les candidats à l'exfiltration étaient amenés chez Elise Chabot et sa fille, Charlotte Ambach toutes deux de nationalité allemande ayant tôt fuit le nazisme pour venir s'installer en Belgique. Là, Ernest Van Moorleghem les prenait en charge pour les conduire au marché au poisson, au 167 avenue de la Reine. Après interrogatoire, ils étaient ensuite conduits dans l'une des nombreuses safe houses que comportait le réseau. Les agents du réseau prenaient mille précautions lors des transports. Jack Justice, un pilote de B17, témoigne : « La jeune femme [chez qui il était resté] m'a expliqué qu'il était trop dangereux pour moi de rester là. Elle m'a donné des instructions pour que je la suive dans la rue. Elle s'arrêtait et parlait à quelqu'un et je devais suivre cette personne jusqu'à un tramway. Plus tard, quelqu'un est monté dans le tramway et a parlé à l'homme que je suivais. Je devais alors suivre ce nouveau contact. Pendant le trajet en tramway, mon contact a changé cinq fois et lorsque le dernier contact n'a parlé à personne et est descendu du tramway, je l'ai suivi »,.
Un jour, deux pilotes américains étaient arrivés chez Prosper Spilliaert pour être interrogés. Plus tard, son beau-fils, René Warny, les a entendu parler allemand entre eux, pensant être seuls. Ils connaissaient trop de monde dans le réseau et furent exécutés lors d'un simulacre de prise de photographie d'identité.

### 1943
En avril 1943, avec le printemps, les raids alliés sur l'Allemagne nazie gagnent en intensité et, avec eux, le nombre d'aviateurs piégés en territoire occupé également. En juin 1943, Frédéric De Jongh est arrêté à Paris. Micheline Dumon, la sœur d'Andrée Dumon, ne ménage pas ses efforts pour réorganiser, une fois de plus, le réseau Comète. Elle renoue le contact avec Anne Brusselmans à Bruxelles et avec Jean-François Nothomb, le chef du réseau, à Paris. Mi-juillet 1943, René Ponty informe par téléphone qu'il y a, en province et à Bruxelles, 20 aviateurs en attente d'un aller simple pour l'Angleterre. Anne Brusselmans accepte de les prendre en charge à la condition sine qua non de pouvoir les interroger tous en lieu sûr. Ils sont tous évacués via Comète.

#### Premières arrestations
Malgré les mesures de sécurité et le cloisonnement des réseaux, le dernier aviateur à pouvoir être évacué via la filière Karst Smit/Ambach/Chabot/Ernest Van Moorleghem/Comète fut Tom Applewhite, bombardier sur un B17, dont l'avion fut abattu le 11 novembre 1943. Un autre membre de l'équipage, Nello Malavasi, fut repris par les Allemands mais il parvint à s'évader. Cherchant refuge dans un restaurant lors d'une pluie battante, il est arrêté avec son guide dans un restaurant bruxellois. Lorsque Charlotte Ambach se présente à la Gare du Nord et qu'elle adresse un signe au guide, la personne qui l'accompagne n'est pas Malavasi qu'elle doit prendre en charge, mais un agent de la Geheime Feldpolizei. Elle est aussitôt arrêtée, suivront sa mère, sa sœur, Ernest van Moorleghem qui était devenu le compagnon de Charlotte et bien d'autres dans la filière. Ils seront jugés le 2 juin 1944 et condamnés à mort. Ernest Van Moorleghem fut exécuté et Charlotte et sa mère, en raison de leur nationalité allemande, transférées à la prison de Waldheim en Allemagne. Leur exécution était prévue pour le 22 mai 1945 mais elles seront libérés par l'Armée rouge, le 6 mai. Charlotte et Elise Chabot obtinrent la nationalité belge après guerre en raison des services rendus. Charlotte ne se maria jamais, elle meurt au États-Unis, le 9 avril 2003.

#### Restructuration d'après novembre 1943

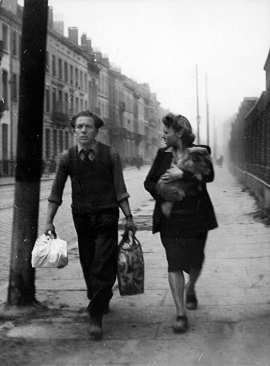
Prosper Spilliaert et Blanche Page après le raid aérien américain qui a détruit le marché aux poissons évacuent les documents sensibles et le chien, le 6 mai 1944. Photographiés par hasard pour le journal L'Illustré.

À la suite de cette vague d'arrestation et en raison du fait qu'il y a désormais trop de Safe houses pour pouvoir en assurer la coordination par le seul Gaston Matthys, il est décidé de scinder les safe houses de manière cloisonnée. Seul Charles Hoste connaitra l'ensemble des points de chute. Gaston Matthys en coordonnera la moitié, toujours en lien avec le réseau Comète et Jean Portzenheim, la seconde. Malheureusement, ce dernier fut infiltré par des agents de la ligne KLM qui avait été mise en place par l'Abwehr pour leurrer de vrais résistants. Elle était dirigée par un nationaliste flamand membre du VNV et pro-Nazis, Robert Van Muylen. Jean Portzenheim tombe dans ses filets, ce qui conduira à l'arrestation de 177 aviateurs alliés et de dizaines de membres du réseau,.

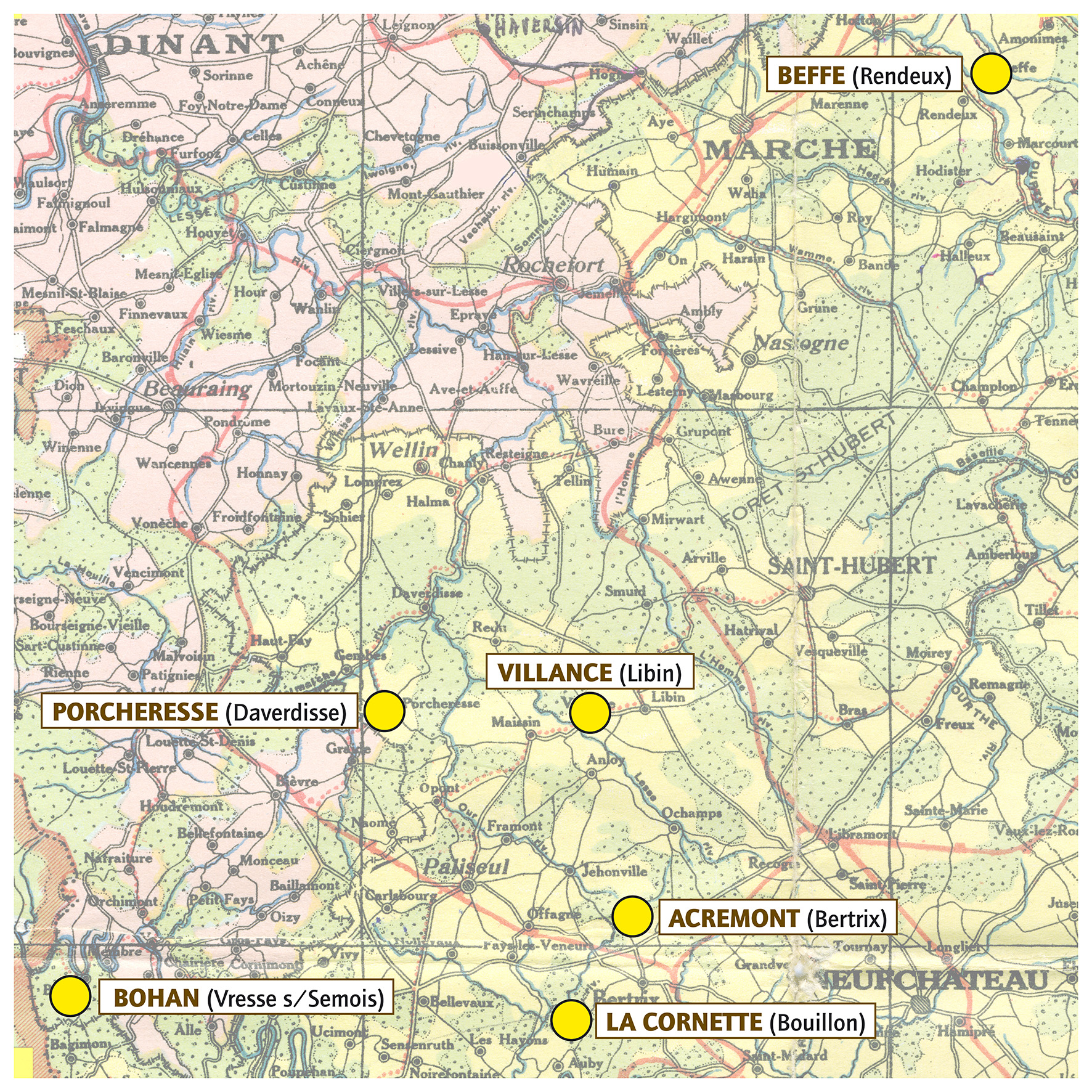
Emplacement des camps de la Mission Marathon en Ardenne belge.

Lors de la libération, Van Muylen part se réfugier en Allemagne mais il est extradé en France où il parvient à décrocher un emploi au mess de l'U.S. army où, par hasard, il est reconnu par un pilote grugé par lui. Jugé, il est exécuté à Paris, le 29 mai 1948.
De nombreuses personnes arrêtées par les allemands feront partie du train fantôme qui, grâce à la résistance, ne parvint jamais en Allemagne. Les 1500 prisonniers du convoi, de retour à Bruxelles le 3 septembre 1944 sont libérés par la Croix-Rouge de Belgique parmi ceux-ci, de nombreux agents d'EVA et 50 aviateurs alliés.

### Mission Marathon
En mai 1944, Lorsqu'Yvon Michiels, le coordinateur de Comète à Bruxelles, est contraint de rallier l'Angleterre, Gaston Matthys le remplace à ce poste et se voit confier avec Albert Ancia la mise sur pied de camps clandestins dans le maquis belge pour y héberger les aviateurs alliés en attendant que les troupes de libération les libèrent. Le nom donné à cette opération est Mission Marathon. En août 1944, sa sécurité étant compromise, il rejoint l'un de ces camps, à La Cornette (Bouillon) et en assure la direction jusqu'à la libération, le 8 septembre 1944.

### Bilan
Le service EVA a comporté 186 membres, 35 furent arrêtés et 17 furent déportés en Allemagne. Trois sont morts, et trois autres furent déclarés disparues. Ernest Van Moorleghem fut exécuté.